# Vadim Pruzhanov
 Der er for få eller ingen kildehenvisninger i denne artikel, hvilket er et problem. Du kan hjælpe ved at angive troværdige kilder til de påstande, som fremføres i artiklen.

Vadim Pruzhanov (ukrainsk: Вадим Пружанов, født 18. juni 1982) er en ukrainsk tangentspiller i power metal-bandet DragonForce. Han blev født i Ukraine, men han flyttede til Los Angeles, da han var 20 år gammel. Han startede til klaver, da hans storesøster spillede det, og fordi guitar (som han rigtigt ville have spillet) gjorde ondt i hans fingre.[kilde mangler] Han blev hurtigt meget dygtig på klaver, og til hans fødselsdag fik han et keyboard. Han er inspireret af det tyske band Helloween og det amerikanske KISS. Han er kendt for sine vilde soloer på keyboard og sin originale måde at stå på, både LIVE og i deres musikvideoer. Han spillede før i en punkgruppe kaldet Nice Brats, men det blev han træt af, da han ikke følte, han var nyttig i bandet. Dog mødte han Herman Li, på en skole for udlændinge, da Herman Li var fra kinesisk udlæning. De valgte derefter at slutte sig sammen og dannede DragonForce.